# Neoporteria
Neoporteria Backeb. – rodzaj sukulentów z rodziny kaktusowatych. 

## Systematyka
Synonimy
Neoporteria Br. & R., Eriosyce Philippi
Neoporteria w większości systemów klasyfikacyjnych jest uważana za synonim rodzaju Eriosyce Philippi. Reveal w swojej systematyce wyróżnia obydwa rodzaje, nie przedstawia jednak wykazu ich gatunków.     
Pozycja systematyczna według APweb (aktualizowany system APG III z 2009)
Jako rodzaj Eriosyce należy do rodziny kaktusowatych (Cactaceae) Juss., która jest jednym z kladów w obrębie rzędu goździkowców (Caryophyllales)  i klasy roślin okrytonasiennych. W obrębie kaktusowatych należy do plemienia Notocacteae, podrodziny Cactoideae.
Pozycja w systemie Reveala (1993-1999)
Gromada okrytonasienne (Magnoliophyta Cronquist), podgromada Magnoliophytina Frohne & U. Jensen ex Reveal, klasa Rosopsida Batsch, podklasa goździkowe (Caryophyllidae Takht.), nadrząd  Caryophyllanae Takht.,  rząd goździkowce (Caryophyllales Perleb), podrząd Cactineae Bessey in C.K. Adams, rodzina kaktusowate (Cactaceae Juss.), rodzaj Meoporteria Backeb.